# Jean de Chantelauze
Jean Claude Balthazar Victor de Chantelauze est un homme politique français, né à Montbrison (Loire) le 10 novembre 1787 et mort à Pierrelatte (Drôme) le 10 août 1859.

## Biographie
Jean de Chantelauze se fit connaître, en 1814, par une brochure très libérale sur le projet de constitution que le Sénat conservateur venait de soumettre à Louis XVIII. Il fut alors nommé substitut du procureur du roi dans sa ville natale de Montbrison. Il donna ostensiblement sa démission aux Cent-Jours, ce qui lui valut, à la Seconde Restauration, les fonctions d'avocat général à la cour royale de Lyon (25 octobre 1815) et la croix de la Légion d'honneur (1821). 
Procureur général à la cour royale de Douai (21 juillet 1826) puis à Riom (octobre 1826), il fut élu député le 17 novembre 1827 dans le 1er arrondissement électoral de la Loire (Montbrison). Il ne fut définitivement admis que le 11 février 1828, son élection ayant soulevé quelques difficultés au sujet de la possession annale. Il fut rapporteur de la proposition de Conny demandant la réélection de tout député appelé à des fonctions salariées et conclut à son adoption : « Soumettre les ministres à la réélection, les placer en présence de leurs commettants, c'est affermir en eux la foi politique. » Il fut nommé, le 17 avril 1828, membre de la commission de la loi sur la presse. Dans la discussion du projet sur les listes électorales, il demanda la prolongation des périodes électorales et la séparation complète des listes d'électeurs d'avec la liste des jurés. Dans la discussion du budget (2 juillet 1828), il demanda que les fonctions de juge de paix fussent honorifiques, comme en Angleterre. La session de 1829 le vit monter à la tribune dans la discussion des projets de loi sur la pêche fluviale, sur le monopole des tabacs, sur la dotation de la Chambre des pairs, sur l'organisation des conseils d'arrondissement et de département. Il combattit, sur cette dernière question, le projet du ministère qu'il qualifia de « tentative périlleuse ». Dans une discussion précédente, il avait dit : « Le ministère a donné assez de preuves de son attachement aux principes constitutionnels ; je désire seulement qu'il n'aille pas trop loin dans la carrière où il est entré. »
Cette attitude trouva sa récompense dans l'appui que lui donna le cabinet Polignac. À l'ouverture de la session de 1830, porté par les ministériels, Chantelauze obtint 116 voix pour la présidence de la Chambre. Dans le comité secret du 15 mars, il protesta contre le projet d'adresse hostile au ministère. À la suite de la démission du garde des sceaux, Courvoisier, Charles X lui offrit d'entrer au gouvernement. Après avoir longuement hésité, Chantelauze finit par accepter et fut nommé le 19 mai 1830.
Réélu le 28 juin par le collège électoral de Montbrison, il prêta résolument son concours aux tentatives de résistance du cabinet et signa les ordonnances du 25 juillet, non sans émotion mais sans se prononcer, dans le Conseil, ni pour, ni contre. Il suivit le roi jusqu'à Rambouillet et, après l'abdication, se retira aux environs de Tours.
Il fut arrêté et incarcéré à Tours, après s'être réclamé vainement de l'inviolabilité attachée à son titre de député. Le 26 août, il fut transféré au château de Vincennes. Lors du procès des ministres de Charles X devant la cour des pairs, et malgré l'éloquente défense de Sauzet, Chantelauze fut condamné à la détention perpétuelle, à l'interdiction légale et aux frais du procès. Il fut incarcéré au fort de Ham dont il sortit le 17 avril 1836 à la faveur de la grâce collective décidée à l'instigation du premier ministère Molé. Il vécut ensuite dans une profonde retraite.

## Pour approfondir